# Borka Rudić
Borka Rudić (Mrkonjić Grad, 25. kolovoza 1959.) je bosanskohercegovačka novinarka i profesorica filozofije i sociologije.
U rodnom gradu završila je osnovnu školu i gimnaziju. Diplomirala je 1983. godine na Filozofskom fakultetu u Sarajevu na odsjeku Filozofija i sociologija, gdje je stekla i zvanje profesora.
Novinarstvom se počela bavit 1984. godine, radeći kao volonter Radio Sarajeva na mjestu dopisnice iz sjeverne Hercegovine. Najveći dio karijere se bavila radijskim novinarstvom, a radila je kao izvjestiteljica na Radiju BiH do 1994. godine, u sarajevskom Oslobođenju, pisala je za zagrebački Tjednik, radila kao dopisnica za agenciju Beta iz Beograda, bosanskohercegovačke Dane itd. Osim toga, obnašala je i dužnost glavne tajnice Nezavisne unije profesionalnih novinara BiH, urednice emisije „Radio Arena“ na BH Radiju 1, predavačice u školi novinarstva, trenerice u području komunikacija i odnosa s javnošću, radila kao projektna menadžerica za radijske projekte u Danskom vijeću za izbjeglice (Danish Refugee Council) i brojnim drugim dužnostima u području novinarstva i medija uopće.
Danas radi kao generalna tajnica Udruge BH novinari. Potpisnica je Deklaracije o zajedničkom jeziku, u kojoj se tvrdi da se u Hrvatskoj, Bosni i Hercegovini, Srbiji i Crnoj Gori govore nacionalne standardne varijante zajedničkog policentričnog standardnog jezika.

## Vanjske poveznice
- Udruga BH novinari